# Paraska Koroluk
Paraska Wasyliwna Koroluk (ukr. Параска Василівна Королюк; znana również jako Babcia Paraska, ur. 1939, zm. 27 listopada 2010) – ukraińska dojarka, aktywna uczestniczka pomarańczowej rewolucji.

## Biografia
Ukończyła siedem klas szkoły podstawowej. Pochodzi z Koszyłowc, po pomarańczowej rewolucji mieszkała w Dorohycziwcu w obwodzie tarnopolskim. Pracowała jako dojarka.
Podczas kampanii prezydenckiej w 2004 roku z własnej inicjatywy podróżowała po Ukrainie, zachęcając do głosowania na Wiktora Juszczenkę. W czasie wyborów pracowała jako obserwatorka wyborów. Zdecydowała się dołączyć do rewolucji po zaobserwowaniu fałszerstw wyborczych. Podczas pomarańczowej rewolucji przebywała w Kijowie, gdzie ubrana pomarańczową kurtkę i chustę stała w pierwszym rządzie protestujących na Placu Niepodległości. Wzbudzała zainteresowanie Ukraińców za sprawą swojej aktywności i bezpośredniości. Uczestnikom protestu pozwalała zwracać się per ty.
Po zakończeniu protestów starała się doprowadzić do porozumienia między prezydentem Wiktorem Juszczenką, a skonfliktowaną z nim premier Ukrainy Julią Tymoszenko, byłą sojuszniczką Juszczenki podczas kampanii wyborczej w 2004 roku. Podczas kampanii prezydenckiej w 2010 roku zachęcała do głosowania na Tymoszenko.
Za udział w pomarańczowej rewolucji została odznaczona Orderem Księżnej Olgi drugiej klasy i odznaką „Gwardia Rewolucyjna”.
W mediach ukraińskich wzbudzała kontrowersje. Ukraińscy dziennikarze przedstawiali ją jako dziwaczkę, naiwniaczkę nie rozumiejącej polityki lub jako osobę, chcącą promować się w celu osiągnięcia korzyści materialnych.
Miała dwie córki. Zmarła 27 listopada 2010 roku.